# 국제 행복의 날

국제 행복의 날(영어: International Day of Happiness)은 매년 3월 20일에 해당하는 국제 기념일로, 국제 연합이 제정하였다. 2012년 6월 28일에 유엔 고문 제임 일리엔(Jayme Illien)이 제창하여 국제 연합 총회에서 193개 회원국이 만장일치로 유엔 결의 66/281로 채택되었다.

## 같이 보기
- 행복
- 국민총행복지수